# Boxing Match; or, Glove Contest
Boxing Match; or, Glove Contest ist ein britischer Kurzfilm von Birt Acres aus dem Jahr 1896. Er fand seine Veröffentlichung im Januar des gleichen Jahres. Der Film wurde 2006 auf dem Cinema Muto Festival in Sacile nochmals präsentiert. 

## Handlung
Der Film zeigt einen Boxkampf zwischen Sergeant-Instructor Barrett und Sergeant Pope. Dieser Kampf endet nach anderthalb Runden mit einem Knockout. Das Match wurde während eines Military Tournament aufgenommen.

## Hintergrundinformationen
Birt Acres drehte bereits in den Jahren 1895 und 1896 zwei (inzwischen verschollene) Filme über Boxkämpfe.